# Schmidt-Bleibtreu-Straße 18 (Mönchengladbach)

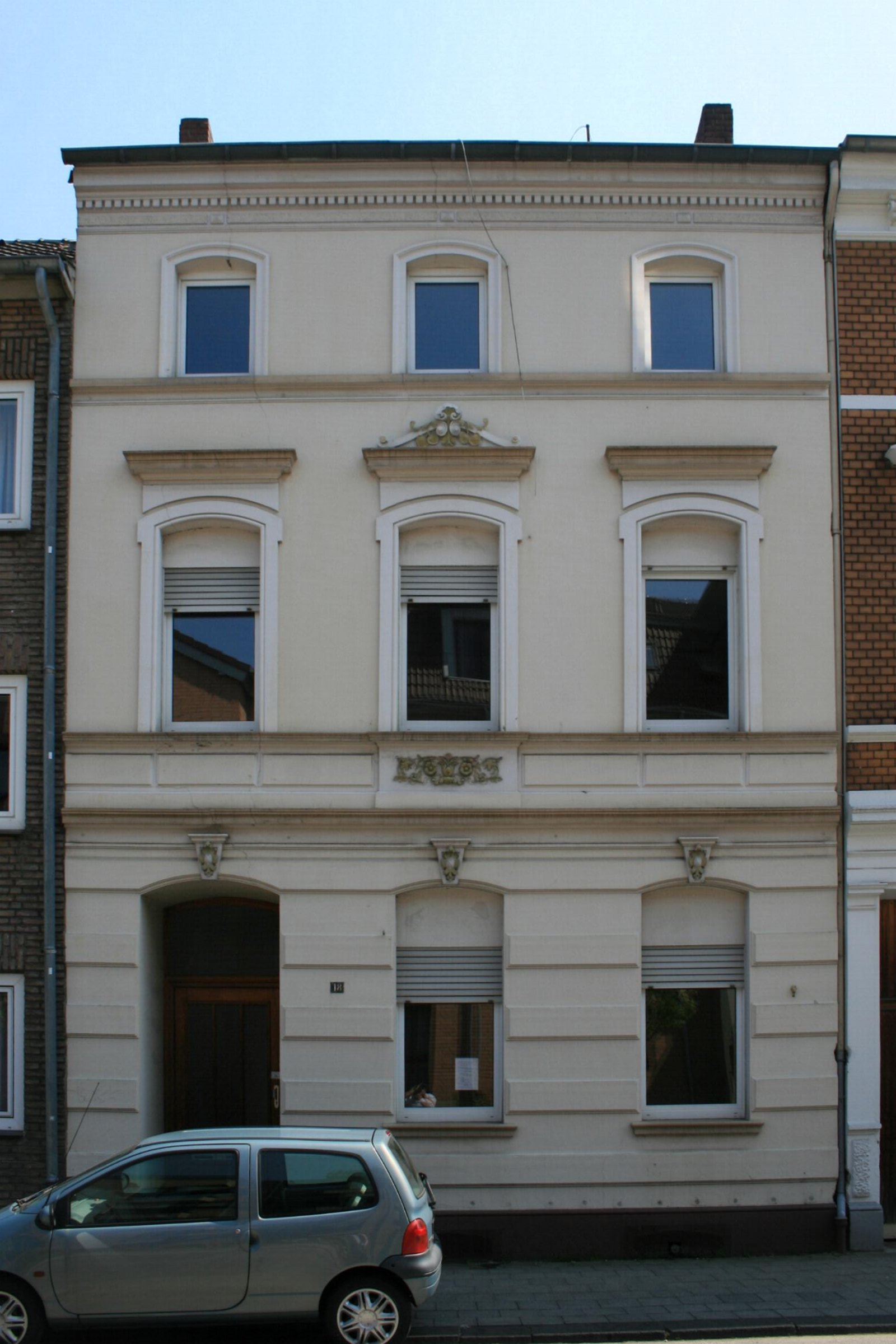
Wohnhaus

Das Wohnhaus Schmidt-Bleibtreu-Straße 18 steht im Stadtteil Odenkirchen in Mönchengladbach (Nordrhein-Westfalen).
Das Gebäude wurde um die Jahrhundertwende erbaut. Es ist unter Nr. S 013 am 15. Dezember 1987 in die Denkmalliste der Stadt Mönchengladbach eingetragen worden.

## Architektur
Die Schmidt-Bleibtreu-Straße liegt im Stadtteil Odenkirchen und besteht zum Großteil aus historischer Bebauung. Es handelt sich um ein dreigeschossiges, dreiachsiges Wohnhaus aus der Zeit der Jahrhundertwende mit einem Satteldach. Das Objekt ist aus bauhistorischen wie stadtbildnerischen Gründen schützenswert.